# Idrac-Respaillès
Pour les articles homonymes, voir Idrac.
Idrac-Respaillès (Idrac e Hrespalhers en gascon) est une commune française située dans le sud du département du Gers en région Occitanie. Sur le plan historique et culturel, la commune est dans le pays d'Astarac, un territoire du sud gersois très vallonné, au sol argileux, qui longe le plateau de Lannemezan.
Exposée à un climat océanique altéré, elle est drainée par la Baïse et par divers autres petits cours d'eau.
Idrac-Respaillès est une commune rurale qui compte 214 habitants en 2022, après avoir connu un pic de population de 526 habitants en 1856.  Elle fait partie de l'aire d'attraction d'Auch. Ses habitants sont appelés les Idracais ou  Idracaises.

## Géographie

### Localisation
Commune de Gascogne située dans l'Astarac. Le chef-lieu de canton, Mirande, se trouve à 6 km à l'ouest.

### Communes limitrophes
Les communes limitrophes sont  Labéjan, Loubersan, Miramont-d'Astarac, Mirande et Saint-Médard.
|         | Miramont-d'Astarac |           |
| Mirande | Idrac-Respaillès   | Labéjan   |
|         | Saint-Médard       | Loubersan |

### Géologie et relief
L'altitude moyenne de la commune est 250 m.
Idrac-Respaillès se situe en zone de sismicité 2 (sismicité faible).

### Hydrographie

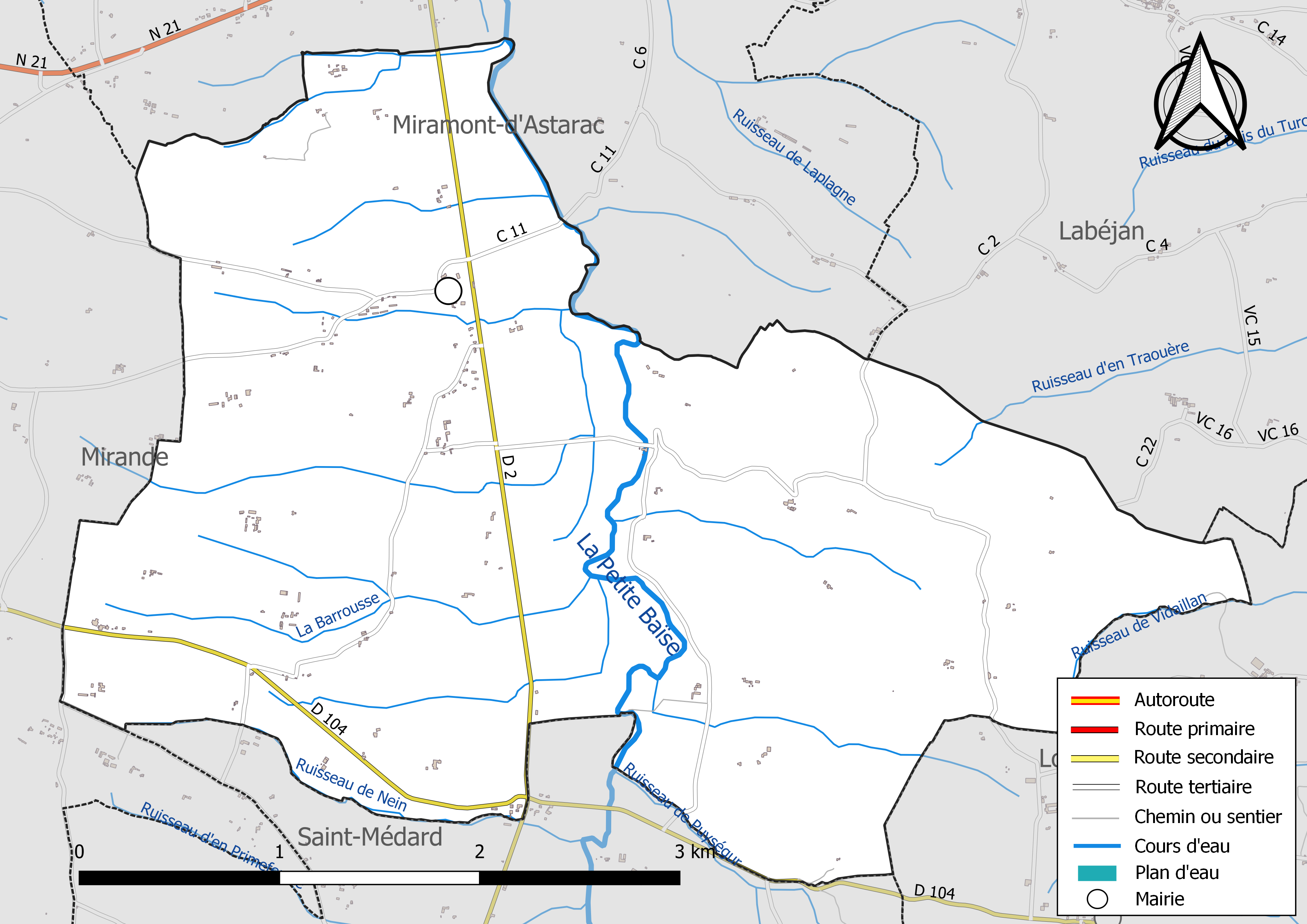
Réseaux hydrographique et routier d'Idrac-Respaillès.

La commune est dans le bassin de la Garonne, au sein du bassin hydrographique Adour-Garonne. Elle est drainée par la Baïse, la Barrousse, le ruisseau de Nein, le ruisseau d'en Traouère, le ruisseau de Puységur, le ruisseau de Vidaillan et par divers petits cours d'eau, qui constituent un réseau hydrographique de 23 km de longueur totale,.
La Baïse, d'une longueur totale de 187,6 km, prend sa source dans la commune de Capvern et s'écoule vers le nord. Elle traverse la commune et se jette dans la Garonne à Saint-Léger, après avoir traversé 52 communes.

### Climat
Pour des articles plus généraux, voir Climat de l'Occitanie et Climat du Gers.
En 2010, le climat de la commune est de type climat du Bassin du Sud-Ouest, selon une étude s'appuyant sur une série de données couvrant la période 1971-2000. En 2020, Météo-France publie une typologie des climats de la France métropolitaine dans laquelle la commune est exposée à un climat océanique altéré et est dans la région climatique Aquitaine, Gascogne, caractérisée par une pluviométrie abondante au printemps, modérée en automne, un faible ensoleillement au printemps, un été chaud (19,5 °C), des vents faibles, des brouillards fréquents en automne et en hiver et des orages fréquents en été (15 à 20 jours).
Pour la période 1971-2000, la température annuelle moyenne est de 13,2 °C, avec une amplitude thermique annuelle de 15,6 °C. Le cumul annuel moyen de précipitations est de 808 mm, avec 10,5 jours de précipitations en janvier et 6,3 jours en juillet. Pour la période 1991-2020, la température moyenne annuelle observée sur la station météorologique la plus proche, située sur la commune de Mirande à 4 km à vol d'oiseau, est de 13,6 °C et le cumul annuel moyen de précipitations est de 818,5 mm,. Pour l'avenir, les paramètres climatiques de la commune estimés pour 2050 selon différents scénarios d’émission de gaz à effet de serre sont consultables sur un site dédié publié par Météo-France en novembre 2022.

### Milieux naturels et biodiversité
Aucun espace naturel présentant un intérêt patrimonial n'est recensé sur la commune dans l'inventaire national du patrimoine naturel,,.

## Urbanisme

### Typologie
Au 1er janvier 2024, Idrac-Respaillès est catégorisée commune rurale à habitat très dispersé, selon la nouvelle grille communale de densité à sept niveaux définie par l'Insee en 2022.
Elle est située hors unité urbaine. Par ailleurs la commune fait partie de l'aire d'attraction d'Auch, dont elle est une commune de la couronne,. Cette aire, qui regroupe 112 communes, est catégorisée dans les aires de 50 000 à moins de 200 000 habitants,.

### Occupation des sols
L'occupation des sols de la commune, telle qu'elle ressort de la base de données européenne d’occupation biophysique des sols Corine Land Cover (CLC), est marquée par l'importance des territoires agricoles (96,1 % en 2018), une proportion identique à celle de 1990 (96,1 %). La répartition détaillée en 2018 est la suivante : 
terres arables (53,6 %), zones agricoles hétérogènes (38 %), prairies (4,5 %), forêts (3,9 %). L'évolution de l’occupation des sols de la commune et de ses infrastructures peut être observée sur les différentes représentations cartographiques du territoire : la carte de Cassini (XVIIIe siècle), la carte d'état-major (1820-1866) et les cartes ou photos aériennes de l'IGN pour la période actuelle (1950 à aujourd'hui).

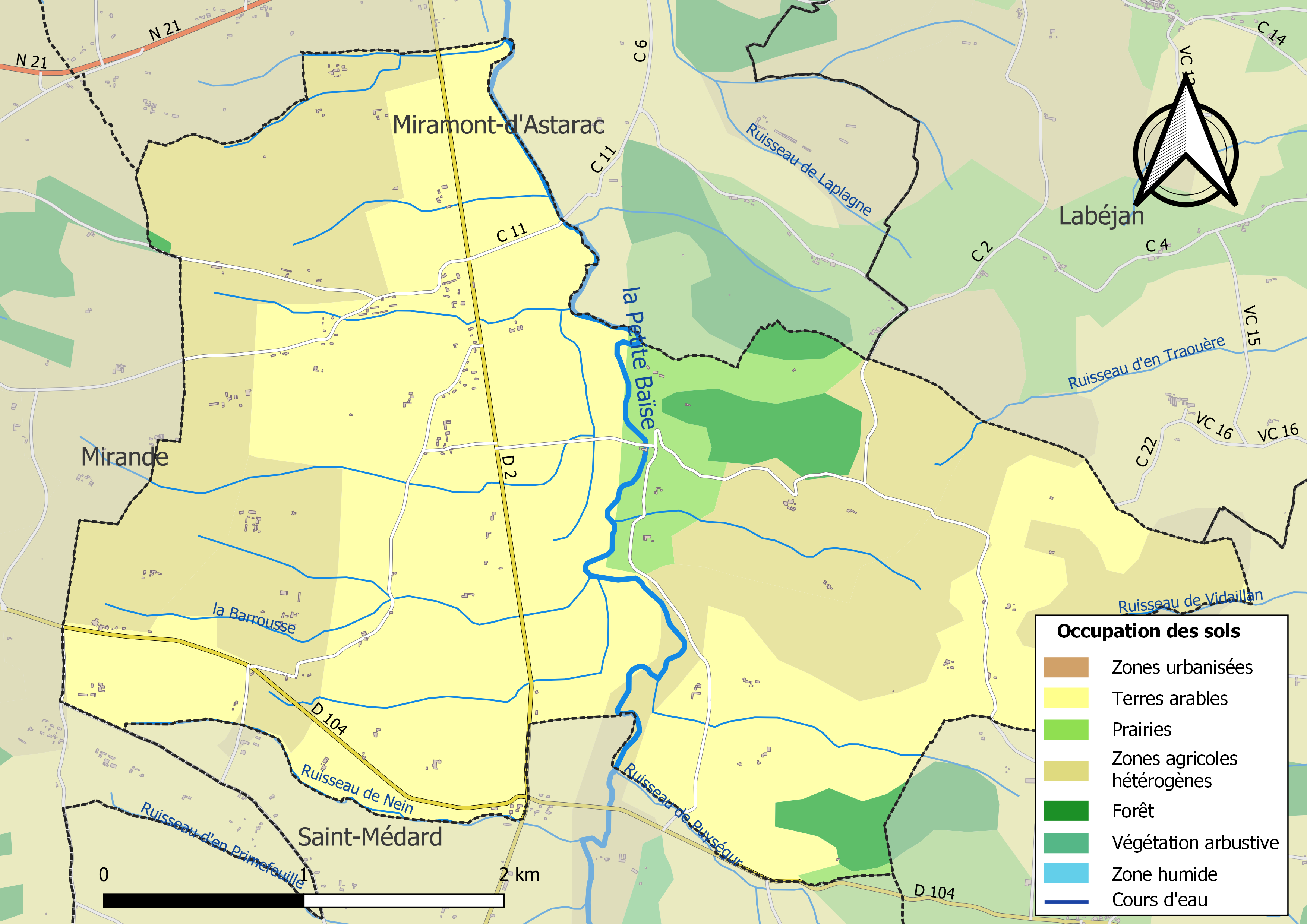
Carte des infrastructures et de l'occupation des sols de la commune en 2018 (CLC).

### Risques majeurs
Le territoire de la commune d'Idrac-Respaillès est vulnérable à différents aléas naturels : météorologiques (tempête, orage, neige, grand froid, canicule ou sécheresse) et séisme (sismicité faible). Un site publié par le BRGM permet d'évaluer simplement et rapidement les risques d'un bien localisé soit par son adresse soit par le numéro de sa parcelle.

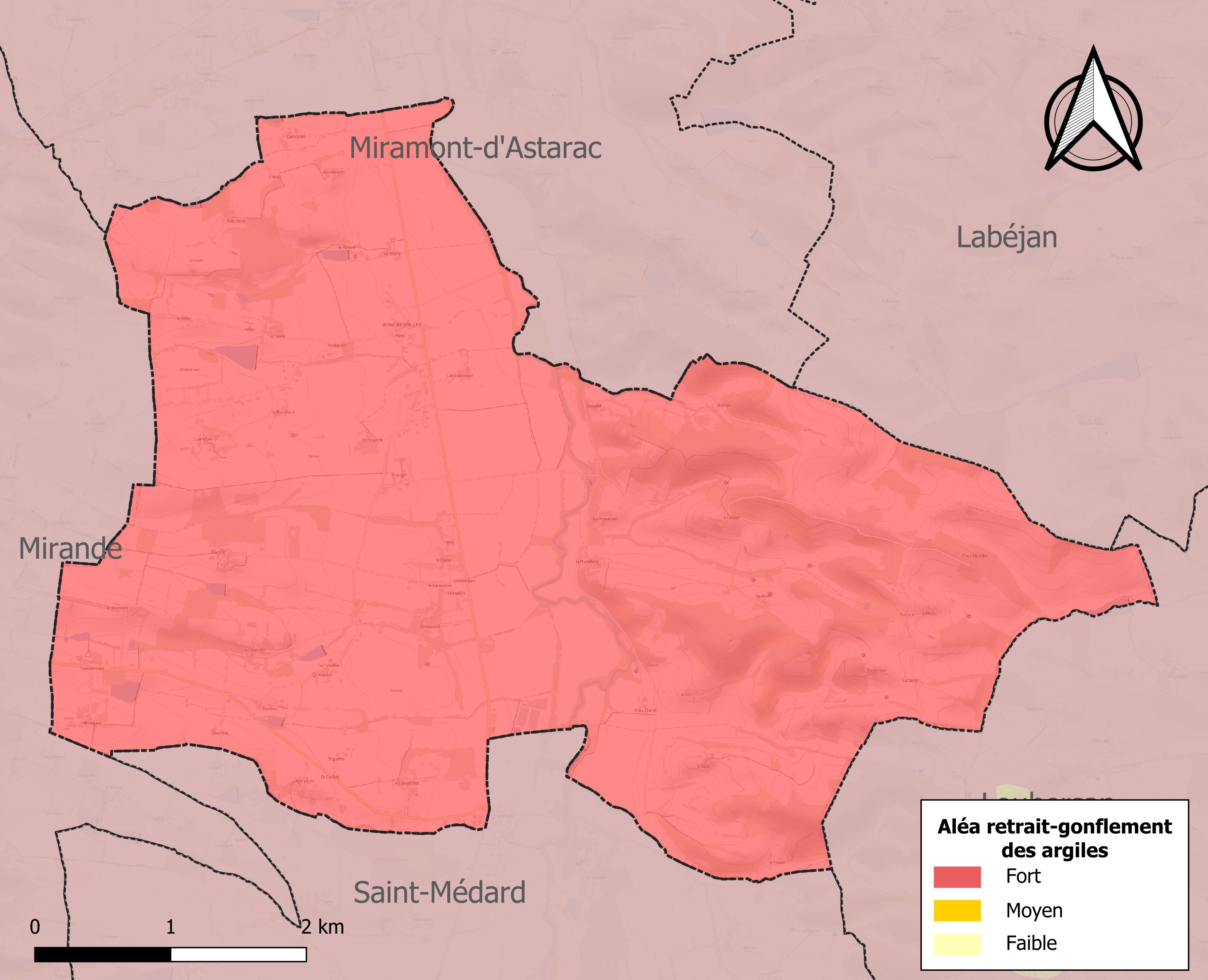
Carte des zones d'aléa retrait-gonflement des sols argileux d'Idrac-Respaillès.

Le retrait-gonflement des sols argileux est susceptible d'engendrer des dommages importants aux bâtiments en cas d’alternance de périodes de sécheresse et de pluie. La totalité de la commune est en aléa moyen ou fort (94,5 % au niveau départemental et 48,5 % au niveau national). Sur les 103 bâtiments dénombrés sur la commune en 2019, 103 sont en aléa moyen ou fort, soit 100 %, à comparer aux 93 % au niveau départemental et 54 % au niveau national. Une cartographie de l'exposition du territoire national au retrait gonflement des sols argileux est disponible sur le site du BRGM,.
Par ailleurs, afin de mieux appréhender le risque d’affaissement de terrain, l'inventaire national des cavités souterraines permet de localiser celles situées sur la commune.
La commune a été reconnue en état de catastrophe naturelle au titre des dommages causés par les inondations et coulées de boue survenues en 1999, 2009 et 2015. Concernant les mouvements de terrains, la commune a été reconnue en état de catastrophe naturelle au titre des dommages causés par la sécheresse en 1989 et 1993 et par des mouvements de terrain en 1999.

## Histoire
Idrac-Respaillès possédait une abbaye, dépendant, à partir du XIIe siècle, du chapitre de Sainte-Marie-d'Auch. Occupée par les protestants au XVIe siècle, elle fut reprise par le maréchal de Matignon, qui la détruisit.
Les 6 et 7 juin 2009, Idrac-Respaillès a accueilli le second forum départemental « Changements climatiques - maîtrisons notre énergie ».

## Politique et administration
| Période                                  | Période  | Identité         | Étiquette | Qualité       |
| ---------------------------------------- | -------- | ---------------- | --------- | ------------- |
| mars 2001                                | 2006     | André Lafforgue  |           |               |
| 2006                                     | En cours | Nicole Laberenne | DVG       | Fonctionnaire |
| Les données manquantes sont à compléter. |          |                  |           |               |

## Démographie
| 1793 | 1800 | 1806 | 1821 | 1831 | 1841 | 1846 | 1851 | 1856 |
| ---- | ---- | ---- | ---- | ---- | ---- | ---- | ---- | ---- |
| 166  | 163  | 176  | 169  | 481  | 454  | 478  | 525  | 526  |

| 1861 | 1866 | 1872 | 1876 | 1881 | 1886 | 1891 | 1896 | 1901 |
| ---- | ---- | ---- | ---- | ---- | ---- | ---- | ---- | ---- |
| 508  | 506  | 426  | 436  | 412  | 414  | 418  | 405  | 379  |

| 1906 | 1911 | 1921 | 1926 | 1931 | 1936 | 1946 | 1954 | 1962 |
| ---- | ---- | ---- | ---- | ---- | ---- | ---- | ---- | ---- |
| 335  | 302  | 257  | 257  | 241  | 244  | 238  | 216  | 227  |

| 1968 | 1975 | 1982 | 1990 | 1999 | 2006 | 2011 | 2016 | 2021 |
| ---- | ---- | ---- | ---- | ---- | ---- | ---- | ---- | ---- |
| 195  | 182  | 188  | 186  | 201  | 206  | 212  | 214  | 215  |

| 2022 | - | - | - | - | - | - | - | - |
| ---- | - | - | - | - | - | - | - | - |
| 214  | - | - | - | - | - | - | - | - |

Par sa population, Idrac-Respaillès arrive au 877e rang des 3 020 municipalités de la région Midi-Pyrénées. Au recensement de 2006, la commune comptait 206 habitants, dont 52,4 % d'hommes (48,3 % en 1999) et 47,6 % de femmes (51,7 % en 1999).
Les couples mariés représentent 49,7 % de la population, les célibataires 33,7 %, les veufs 10,3 % et les divorcés 6,3 %.

## Économie

### Revenus
En 2018  (données Insee publiées en septembre 2021), la commune compte 82 ménages fiscaux, regroupant 211 personnes. La médiane du revenu disponible par unité de consommation est de 20 160 € (20 820 € dans le département).

### Emploi
|                | 2008  | 2013  | 2018  |
| -------------- | ----- | ----- | ----- |
| Commune        | 6,4 % | 4,6 % | 4,5 % |
| Département    | 6,1 % | 7,5 % | 8,2 % |
| France entière | 8,3 % | 10 %  | 10 %  |

En 2018, la population âgée de 15 à 64 ans s'élève à 134 personnes, parmi lesquelles on compte 79,7 % d'actifs (75,2 % ayant un emploi et 4,5 % de chômeurs) et 20,3 % d'inactifs,. En  2018, le taux de chômage communal (au sens du recensement) des 15-64 ans est inférieur à celui de la France et département, alors qu'en 2008 il était supérieur à celui du département et inférieur à celui de la France.
La commune fait partie de la couronne de l'aire d'attraction d'Auch, du fait qu'au moins 15 % des actifs travaillent dans le pôle,. Elle compte 78 emplois en 2018, contre 70 en 2013 et 47 en 2008. Le nombre d'actifs ayant un emploi résidant dans la commune est de 101, soit un indicateur de concentration d'emploi de 77,4 % et un taux d'activité parmi les 15 ans ou plus de 60,2 %.
Sur ces 101 actifs de 15 ans ou plus ayant un emploi, 30 travaillent dans la commune, soit 30 % des habitants. Pour se rendre au travail, 80 % des habitants utilisent un véhicule personnel ou de fonction à quatre roues, 3 % s'y rendent en deux-roues, à vélo ou à pied et 17 % n'ont pas besoin de transport (travail au domicile).

### Activités hors agriculture

#### Secteurs d'activités
Seize établissements sont implantés  à Idrac-Respaillès au 31 décembre 2019.
Le secteur de l'industrie manufacturière, des industries extractives et autres est prépondérant sur la commune puisqu'il représente 25 % du nombre total d'établissements de la commune (quatre sur les seize entreprises implantées  à Idrac-Respaillès), contre 12,3 % au niveau départemental.

#### Entreprises et commerces
Idrac-Respaillès est une commune agricole, dont les principales ressources sont la culture des céréales, de la vigne et des fruits, ainsi que l'élevage bovin et porcin. 

### Agriculture
La commune est dans le « Haut-Armagnac », une petite région agricole occupant le centre du département du Gers. En 2020, l'orientation technico-économique de l'agriculture  sur la commune est la polyculture et/ou le polyélevage.
|               | 1988 | 2000 | 2010 | 2020 |
| ------------- | ---- | ---- | ---- | ---- |
| Exploitations | 35   | 20   | 21   | 15   |
| SAU (ha)      | 954  | 802  | 885  | 928  |

Le nombre d'exploitations agricoles en activité et ayant leur siège dans la commune est passé de 35 lors du recensement agricole de 1988  à 20 en 2000 puis à 21 en 2010 et enfin à 15 en 2020, soit une baisse de 57 % en 32 ans. Le même mouvement est observé à l'échelle du département qui a perdu pendant cette période 51 % de ses exploitations,. La surface agricole utilisée sur la commune a également diminué, passant de 954 ha en 1988 à 928 ha en 2020. Parallèlement la surface agricole utilisée moyenne par exploitation a augmenté, passant de 27 à 62 ha.

## Culture locale et patrimoine

### Monuments
- Site castral d'Antajan. Un castellum d’Antajan qui semble appartenir au comte d’Astarac est cité en 1200 dans le cartulaire de Berdoues : « in castello qui vocatur Antaian vel in omnibus pertinentiis ejus » (acte n°101)[30]. Le site castral est probablement localisé dans l’actuelle commune d’Idrac-Respaillès[31], sans certitude par manque de vestiges repérables en élévation.
- Site castral d'Idrac. Un castellum d'Idrac est mentionné pour la première fois au début du XIIe siècle dans le cartulaire noir d’Auch : « Apud Idrag […], dedi Trilam, que cira vallum castelli habetur » (acte n° 86)[32] : il appartient à une famille de petits seigneurs, qu'on retrouve à plusieurs reprises dans le cartulaire noir d’Auch (« Anesancius de Idrag, miles », acte n°86)[32] et dans le cartulaire de Berdoues (« Arnaldus Ramundus d’Idrac et de Sancte Medardo », acte n°56)[30] aux XIIe et XIIIe siècles. Le site castral ne peut être localisé avec certitude par manque de vestiges repérables en élévation.
- Site castral d'En Jouanicot. Une enceinte de plan ovale (38 mètres sur 29 mètres) est délimitée par des fossés de 8 mètres de large et de 2 mètres de profondeur : son tracé est bien visible sur le plan cadastral de 1823[33] et sur les photographies aériennes[34]. Elle aurait été créée avant la seconde moitié du XIIIe siècle, peut-être dès le XIIe siècle, pour abriter la demeure seigneuriale de la famille de Respaillès[35], dont aucun vestige n’est visible aujourd'hui en élévation. Propriété privée, ne se visite pas.
- Château de Lasmurailles. Un seigneur de Las Murailles est cité en 1609 dans le cadastre d’Idrac : « François de Martres, sieur de Las Murailles »[36]. L’actuelle maison de Lasmurailles, sur un éperon surplombant la Petite Baïse, constitue probablement le centre d’exploitation de cette ancienne seigneurie. Une tour s’appuie à l’angle sud-est du bâtiment principal. Propriété privée, ne se visite pas.
- Ruines d'un moulin à vent.
- L'église Saint-Jacques, fortement remaniée, date du XIVe siècle. De l'époque gothique, elle conserve son portail, et un buste-reliquaire censé guérir les enfants.

### Sites naturels
- Vallée de la Petite Baïse.

## Culture
La fête patronale se déroule le 26 juillet.

## Pour approfondir